# Skupina Schenk
Skupina Schenk (izvirno nemško Gruppe Schenk) je bil korpus avstro-ogrske kopenske vojske, ki je bil aktiven med prvo svetovno vojno.

## Zgodovina
Korpus je deloval med septembrom in novembrom 1916, ko je bil preimenovan v 23. korpus.

## Poveljstvo
Poveljniki (Kommandanten)
- Alfred von Schenk: september - november 1916

Načelniki štaba (Stabchefs)
- Wilhelm von Fritsch: september - november 1916